# Myggtjärn (naturreservat)
Myggtjärn är ett naturreservat i Gagnefs kommun i Dalarnas län.
Området är naturskyddat sedan 1998 och är 8 hektar stort. Reservatet ligger längs bäcken från Myrtjärn och består av gammal skog.